# Народноослободилачка армија
Народноослободилачка армија (人民解放军, Rénmín Jiěfàngjūn) је главна оружана сила Народне Републике Кине.
Врховни главнокомандујући Народноослободилачке војске је председник Централне војне комисије Си Ђинпинг.
Народноослободилачка армија основана је 1. августа 1927. године као кинеска Црвена армија, оружане снаге Комунистичке партије Кине. Оснивање армије било је резултат раскида савезништва између партије Куоминтанг и КП Кине. Борци армије учествовали су у Дугом маршу 1934—1935. године и у Другом светском рату против јапанског окупатора. Након 1945, сада преименована у вишемилионску Народноослободилачку армију, победила је оружане снаге Куоминтанга у грађанском рату до 1949. године. Јединице Народноослободилачке армије наредних су деценија учествовале у Корејском рату, Кинеско-индијском рату, Кинеско-вијетнамском рату и осталим сукобима.
Професионализација армије извршена је крајем 1970-их у склопу тзв. Четири модернизације. Последњих деценија, Народноослободилачка армија се трансформисала из вишемилионске армије у професионалну војску базирану на квалитету кадрова.

## Историја

### Рана историја
КПК је основала своје војно крило 1. августа 1927. током устанка у Нанчангу, чиме је започео Кинески грађански рат. Комунистички елементи Националне револуционарне армије побунили су се под вођством Џу Деа, Хе Лонга, Је Ђењинга, Џоу Енлаја и других левичарских елемената Куоминтанга (КМТ), након масакра у Шангају 1927. године. Тада су били познати као Кинеска радничка и сељачка Црвена армија, или једноставно Црвена армија.
Током 1934. и 1935. године Црвена армија је преживела неколико кампања које је против ње водио Чанг Кај Шеков Куоминтанг и учествовала у Дугом маршу.
Током Другог кинеско-јапанског рата од 1937. до 1945. године, војне снаге КПК су биле номинално интегрисане у Националну револуционарну армију Републике Кине формирајући две главне јединице, Армију Осме руте и Нову Четврту армију. Током овог времена, ове две војне групе су првенствено користиле герилску тактику, углавном избегавајући велике битке са Јапанцима, истовремено консолидујући се регрутовањем КМТ трупа и паравојних снага иза јапанских линија у своје снаге.
Након јапанске предаје 1945. године, КПК је наставила да користи структуре јединица Националне револуционарне армије све док у фебруару 1947. није донета одлука о спајању Армије Осме руте и Нове Четврте армије, преименујући нове милионске снаге у Народноослободилачку армију (НОА). Реорганизација је завршена до краја 1948. године. НОА је на крају победила у Кинеском грађанском рату, успостављајући Народну Републику Кину 1949. године. Затим је претрпела драстичну реорганизацију, успостављањем руководеће структуре Ваздухопловства у новембру 1949. године, а потом и руководеће структуре морнарице следећег априла.
Године 1950. успостављене су и руководеће структуре артиљерије, оклопних трупа, трупа противваздушне одбране, снага јавне безбедности и радничко-војничких милиција. Одбрамбене снаге за хемијски рат, железничке снаге, снаге везе и стратешке снаге, као и друге одвојене снаге (попут инжењеринга и грађевинарства, логистике и медицинске службе), формиране су касније.
У овом раном периоду, Народноослободилачка армија се претежно састојала од сељака. Третман према војницима и официрима био је егалитаран и формални чинови нису усвојени све до 1955. године. Као резултат своје егалитарне организације, рана НОА је поништила строге традиционалне хијерархије које су управљале животима сељака. Како социолог Алесандро Русо резимира, сељачки састав хијерархије НОА био је радикалан раскид са кинеским друштвеним нормама и „преокренуо је строге традиционалне хијерархије у облицима егалитаризма без преседана[.]“
У првим годинама НРК, ПЛА је била доминантна спољнополитичка институција у земљи.

### Модернизација и сукоби
Током 1950-их, НОА уз помоћ Совјетског Савеза почела је да се трансформише из сељачке војске у модерну. Од 1949. Кина је користила девет различитих војних стратегија, које НОА назива „стратешким смерницама“. Најважније су биле 1956, 1980. и 1993. године.  Део овог процеса била је и реорганизација којом је створено тринаест војних региона 1955. године.
Новембра 1950. године, неке јединице НОА под именом Народна добровољачка армија интервенисале су у Корејском рату док су се снаге Уједињених нација под вођством генерала Дагласа Макартура приближавале реци Јалу.  Под тежином ове офанзиве, кинеске снаге су истерале Макартурове снаге из Северне Кореје и заузеле Сеул, али су потом потиснуте јужно од Пјонгјанга северно од 38. паралеле. Рат је такође катализовао брзу модернизацију ПЛААФ-а.
Године 1962. копнене снаге НОА такође су се бориле против Индије у кинеско-индијском рату. У низу граничних сукоба 1967. са индијским трупама, НОА је претрпела тешке нумеричке и тактичке губитке.
Пре Културне револуције, команданти војних региона су имали тенденцију да остану на својим положајима дуги период. Команданти војних региона са најдужим стажом били су Сју Шију у војној области Нанкинг (1954–1974), Јанг Дежи у војној области Ђинан (1958–1974), Чен Силијан у војној области Шењанг (1959–1973) и Хан Сјанчу у војној области Фуџоу (1960–1974).
У раним данима Културне револуције, НОА је напустила употребу војних чинова које је усвојила 1955. године.
Успостављање професионалних војних снага опремљених модерним оружјем и доктрином била је последња од четири модернизације које је најавио Џоу Енлај и подржао Денг Сјаопинг. У складу са Денговим мандатом за реформу, НОА је демобилисала милионе мушкараца и жена од 1978. године и увела модерне методе у областима као што су регрутовање и радна снага, стратегија, образовање и обука. Године 1979. НОА се борила против Вијетнама због граничног окршаја у Кинеско-вијетнамском рату у којем су обе стране однеле победу. Међутим, западни аналитичари се слажу да је Вијетнам лако надмашио НОА−у.
Током кинеско-совјетског раскола, затегнути односи између Кине и Совјетског Савеза довели су до крвавих пограничних сукоба и узајамне подршке непријатеља. Кина и Авганистан су имали неутралне међусобне односе током краљеве владавине. Када су просовјетски авганистански комунисти преузели власт у Авганистану 1978. године, односи између Кине и авганистанских комуниста брзо су постали непријатељски настројени. Авганистански просовјетски комунисти подржавали су непријатеље Кине у Вијетнаму и кривили Кину за подршку авганистанским антикомунистичким милитантима. Кина је одговорила на совјетску интервенцију у Авганистану тако што је подржала авганистанске муџахедине и појачала њихово војно присуство у близини Авганистана у Синђангу. Кина је набавила војну опрему од Сједињених Држава да би се бранила од совјетских напада.
Копнене снаге НОА−е обучавале су и подржавале авганистанске муџахедине током совјетско-авганистанског рата, премештајући своје кампове за обуку муџахедина из Пакистана у саму Кину. Кинези су муџахединима дали противваздушне ракете, ракетне бацаче и митраљезе вредне стотине милиона долара. Кинески војни саветници и војници такође су били присутни са муџахединима током обуке.

### Након 1980.
НОА је 2002. године почела да одржава војне вежбе са војскама из других земаља. Од 2018. до 2023. године, више од половине ових вежби је било фокусирано на војну обуку осим ратне, генерално антипиратске или антитерористичке вежбе које укључују борбу против актера недржавних снага. Године 2009. НОА је одржала своју прву војну вежбу у Африци, хуманитарну и медицинску обуку спроведену у Габону.
У последњих 10 до 20 година, НОА је набавила неке напредне системе наоружања из Русије, укључујући разараче класе „Савремени“, авионе Сухој Су-27 и Сухој Су-30, и дизел-класу Кило електричне подморнице. Такође је почела да производи неколико нових класа разарача и фрегата укључујући разарач са вођеним пројектилима класе 052Д. Поред тога, ВНОА је дизајнирало сопствени борбени авион Ченгду Ј-10 и нови стелт ловац, Ченгду Ј-20. НОА је 3. децембра 2004. лансирала нове нуклеарне подморнице класе Јин способне да лансирају нуклеарне бојеве главе које би могле да гађају циљеве широм Тихог океана и имају три носача авиона, од којих је најновији, Фуџијен, поринут 2022. године.
Од 2014. до 2015. НОА је распоредила 524 медицинског особља на ротационој основи за борбу против избијања вируса еболе у Либерији, Сијера Леонеу, Гвинеји и Гвинеји Бисао. Од 2023. године, ово је била највећа медицинска помоћ ПЛА-а од 2023. године. мисија у другој земљи.
Кина је реорганизовала своју војску од 2015. до 2016. Године 2015. НОА је формирала нове јединице укључујући копнене снаге НОА , ракетне снаге НОА и снаге за стратешку подршку НОА. ЦВК је 2016. године заменила четири традиционална војна одељења бројним новим телима. Кина је заменила свој систем од седам војних региона са новооснованим командама театра: северном, јужном, западном, источном и централном. У претходном систему, операције су биле сегментиране по војним огранцима и регионима. Насупрот томе, свака позоришна команда треба да функционише као јединствени ентитет са заједничким операцијама у различитим војним гранама.
НОА је 1. августа 2017. обележила своју 90. годишњицу. Пре велике годишњице организовала је своју највећу параду до сада и прву изван Пекинга, одржану у бази за обуку Џужихе у команди северног театра (унутар Аутономног региона Унутрашње Монголије).

## Учешће у већим сукобима и догађајима
- 1927 – 1949: Кинески грађански рат
- 1937 – 1945: Други кинеско-јапански рат
- 1949: Инцидент на Јангцеу (битка против британских бродова на реци Јангце)
- 1950 – 1951: Битка код Чамдоа (напад на Тибет)
- 1950 – 1954: Корејски рат (под заставом Кинеске народне добровољачке армије)
- 1954 – 1955: Прва криза у Тајванском мореузу
- 1958: Друга криза у Тајванском мореузу
- Окобар – новембар 1962: Кинеско-индијски рат
- 1967: Погранични инциденти са Индијом
- 1965 – 1970: Вијетнамски рат (око 320.000 кинеских војника служили су у Северном Вијетнаму)
- 1969 – 1978: Кинеско-совјетски погранични сукоб
- 1974: Битка код острва Парасел
- 1979: Кинеско-вијетнамски рат
- 1986 – 1988: Погранични инциденти са Вијетнамом
- 1989: Протести на тргу Тјенанмен
- 1995 – 1996: Трећа криза у Тајванском мореузу
- 1997: НОА преузима контролу над Војном одбраном Хонгконга
- 1998: НОА преузима контролу над Војном одбраном Макаа
- 2014: УН−ова мировна мисија у Малију[52]
- 2015: УН−ова мировна мисија у Јужном Судану[53]
- 2020 − 2021: Кинеско-индијски погранични инциденти[54]

## Организација

### Централна војна комисија
НОА−ом управља Централна војна комисија (ЦВК); у оквиру „једна институција са два имена“ постоје државна ЦВК и Партијска ЦВК, иако обе комисије имају идентичан кадар, организацију и функцију и ефективно раде као једно тело. Једина разлика у чланству између њих се јавља неколико месеци сваких пет година, током периода између Националног конгреса Партије, када се мења чланство у партијској ЦВК, и следећег Националног народног конгреса, када се мења државна ЦВК.
ЦВК се састоји од председника, потпредседника и редовних чланова. Председавајући ЦВК је главни командант НОА−е, а функцију генерално држи вођа Кине; од 1989. године, овај положај је углавном био заједно са генералним секретаром КПК. За разлику од других земаља, Министарство народне одбране и његов министар немају командна овлашћења, већим делом делујући као дипломатске везе ЦВК, иако је министар увек био члан ЦВК.

### Оперативно управљање
Оперативно управљање борбеним јединицама подељено је између штабова службе и домаћих географски заснованих команди театра.
Команде театра су мулти-сервисне („заједничке“) организације које су широко одговорне за стратегију, планове, тактику и политику специфичне за њихову зону одговорности. Током рата, они ће вероватно имати пуну контролу над подређеним јединицама; у мирнодопско време јединице се јављају и у свој штаб службе. Изградња снага је одговорност служби и ЦВК. Пет позоришних команди, по редоследу наведеног значаја су:
- Команда источног театра
- Команда Јужног театра
- Команда Западног театра
- Команда Северног театра
- Команда Централног театра

Седиште службе задржава оперативну контролу у неким областима унутар Кине и ван Кине. На пример, штаб војске контролише или је одговоран за Пекиншки гарнизон, војни округ Тибет, војни округ Синђанг, и граничну и обалску одбрану. Противпиратске патроле у Аденском заливу контролише штаб морнарице. ЈСД номинално контролише операције изван кинеске периферије, али у пракси се чини да се то односи само на војне операције.
Службе и команде позоришта имају исту оцену. Преклапање области или јединица одговорности може створити спорове који захтевају ЦМЦ арбитражу.
У оквиру реформи из 2015. године, војне области су замењене командама театра 2016. године. Војне области су биле − за разлику од команди театра − војноцентричне мирнодопске административне организације, а заједничке ратне команде су биле створене на захтев Генералштабног одељења којим је доминирала војска.

## Видови војске
НОА одржава четири службе: копнене снаге, морнарицу, ваздухопловство и ракетне снаге. Након смањења броја запослених од 200.000 и 300.000 најављеног 2003. односно 2005. године, укупна снага НОА−е смањена је са 2,5 милиона на око 2 милиона. Смањење је дошло углавном од неборбених копнених снага, што би омогућило да се више средстава преусмери на поморске, ваздушне и стратешке ракетне снаге. Ово показује прелазак Кине са приоритета копнених снага на наглашавање ваздушне и поморске моћи са високотехнолошком опремом за офанзивне улоге над спорним територијама, посебно у Јужном кинеском мору.

### Копнене снаге
Копнене снаге НОА (КСНОА) су највећа од пет служби ПЛА са 975.000 активних војника, отприлике половином укупне људства ПЛА од око 2 милиона људи.  КСНОА је организована у дванаест активних група војски узастопно, нумерисане од 71. групе армија до 83. групе армија које су распоређене у сваку од пет позоришних команди Кине, примајући две до три групе армија по команди. У ратном времену, бројне резервне и паравојне јединице КСНОА-е могу бити мобилисане за повећање ових активних група. Резервна компонента КСНОА-е обухвата приближно 510.000 људи подељених у тридесет пешадијских и дванаест противваздушних артиљеријских дивизија. КСНОА предводе командант Љу Џенли и политички комесар Ћин Шутонг.

### Морнарица
До раних 1990-их, Морнарица НОА (МНОА) је имала подређену улогу копненим снагама НОА (КСНОА). Од тада је прошла брзу модернизацију. МНОА од 300.000 људи организована је у три главне флоте: Северноморска флота са седиштем у Ћингдаоу, Источноморска флота са седиштем у Нингбоу и Јужноморска флота са седиштем у Жањангу. Свака флота се састоји од одређеног броја површинских бродова, подморница, морнаричких ваздухопловних снага, обалске одбране и маринских јединица.
Морнарица укључује Корпус маринаца од 25.000 (организованих у седам бригада), морнаричку авијацију од 26.000 војника која управља неколико стотина јуришних хеликоптера и авиона са фиксним крилима.  Као део свог укупног програма поморске модернизације, морнарица је део свог укупног програма поморске модернизације. ПЛАН је у фази развоја морнарице плаве воде. У новембру 2012, тадашњи генерални секретар Партије Ху Ђинтао је известио 18. национални конгрес КПК о својој жељи да „појача наш капацитет за експлоатацију морских ресурса и изгради Кину у снажну поморску силу“. Према Министарству одбране Сједињених Држава, МНОА има бројчано највећу морнарицу на свету. МНОА предводе командант Донг Јун и политички комесар Јуан Хуаџи.

### Ваздухопловство
Ваздухопловство Народноослободилачке армије (ВНОА) од 395.000 људи било је организовано у пет ваздухопловних снага команде театра  и 24 ваздухопловне дивизије.  Од 2024. године систем је промењен у 11 корпуса заменичког ранга. Базе“ које контролишу ваздухопловне бригаде. Дивизије су углавном претворене у бригаде, иако неке (посебно дивизије бомбардера и неке од јединица за специјалне мисије) остају оперативне као дивизије. Највеће оперативне јединице у саставу Ваздухопловног корпуса је ваздухопловна дивизија, која има 2 до 3 авијациона пука, сваки са 20 до 36 авиона. Ваздушна бригада има од 24 до 50 авиона.
Ракетни корпус земља-ваздух (САМ) организован је у САМ дивизије и бригаде. Постоје и три ваздушно-десантне дивизије којима управља ВНОА. Ј-КСКС и КСКСЈ су називи које западне обавештајне агенције примењују да опишу програме Народне Републике Кине за развој једног или више борбених авиона пете генерације. ВНОА предводе командант Чанг Дингсју и политички комесар Гуо Пукјао.

### Ракетне снаге
Ракетне снаге Народноослободилачке армије (РСНОА) су главна стратешка ракетна снага ПЛА и састоји се од најмање 120.000 људи. Она контролише кинеске нуклеарне и конвенционалне стратешке ракете. Укупна величина кинеског нуклеарног арсенала процењује се на између 100 и 400 термонуклеарних бојевих глава. РСНОА су организоване у базе секвенцијално нумерисане од 61 до 67, при чему је првих шест оперативних и додељених националним командама театра, док база 67 служи као централно складиште нуклеарног оружја у НРК. РСНОА предводе командант Ли Јучао и политички комесар Сју Џонгбо.